# NGC 154
NGC 154 (również PGC 2058) – galaktyka eliptyczna (E?), znajdująca się w gwiazdozbiorze Wieloryba. Odkrył ją William Herschel 27 listopada 1785 roku.